# Фрідріх Моро
Фрідріх Моро (нім. Friedrich Moro; 5 вересня 1884, Фельден-ам-Вертерзе — 6 січня 1940, Берлін) — австро-угорський, австрійський і німецький офіцер, генерал-майор.

## Біографія
15 липня 1904 року вступив у польовий гарматний полк № 9 (Клагенфурт-ам-Вертерзе). Учасник Першої світової війни. За бойові заслуги відзначений численними нагородами. В 1920 році звільнений у відставку. 1 листопада 1922 року вступив у Центр постачання армії в Клагенфурті. 26 травня 1923 року повернувся на дійсну службу і призначений командиром 6-ї бригади (Інсбрук). З 1 листопада 1928 року — співробітник технічного відділу Федерального міністерства оборони, з 1 жовтня 1936 року — начальник відділу.
Після аншлюсу 14 березня 1938 року автоматично перейшов у вермахт, 15 березня призначений у штаб 5-го армійського командування. З 10 листопада 1938 року — артилерійський командир прикордонного командування Кайзерслаутерна, з 24 листопада — генерального командування прикордонних частин Саарпфальца. З 1 червня 1939 року — наглядач оборонного відділу ОКГ. Помер від хвороби.

## Звання
- Однорічний доброволець (15 липня 1904)
- Феєрверкер резерву (30 вересня 1905)
- Лейтенант резерву (1 січня 1906)
- Лейтенант (1 листопада 1909)
- Обер-лейтенант (1 серпня 1914)
- Гауптман (1 травня 1915)
- Майор (1 січня 1921)
- Оберст-лейтенант (14 липня 1928)
- Оберст (23 березня 1931)
- Оберст Генштабу (1 січня 1936)
- Генерал-майор (1 січня 1937) — 13 березня 1938 року отримав новий патент від 25 червня 1937 року.

## Нагороди
- Ювілейний хрест
- Бронзова медаль «За військові заслуги» (Австро-Угорщина) з мечами
- Хрест «За військові заслуги» (Австро-Угорщина) 3-го класу з військовою відзнакою
- Орден Залізної Корони 3-го класу з військовою відзнакою і мечами
- Почесний знак Австрійського Червоного Хреста 2-го класу з військовою відзнакою
- Військовий Хрест Карла
- Залізний хрест 2-го і 1-го класу
- Ганзейський Хрест (Гамбург)
- Орден «Османіє» 3-го ступеня з мечами (Османська імперія)
- Орден Меджида 3-го ступеня з мечами (Османська імперія)
- Срібна медаль «Імтияз» з мечами (Османська імперія)
- Срібна медаль «Ліакат» з мечами (Османська імперія)
- Військова медаль (Османська імперія)
- Медаль «За поранення» (Австро-Угорщина) для інвалідів
- Пам'ятна військова медаль (Австрія) з мечами
- Пам'ятна військова медаль (Угорщина) з мечами
- Хрест «За вислугу років» (Австрія) 2-го класу для офіцерів (25 років)
- Орден Заслуг (Австрія), лицарський хрест 1-го класу
- Єрусалимський Орден Святого Гробу Господнього (Ватикан)
- Орден Заслуг (Угорщина), командорський хрест
- Почесний хрест ветерана війни з мечами
- Медаль «За вислугу років у Вермахті» 4-го, 3-го, 2-го і 1-го класу (25 років)
- Нагрудний знак «За поранення» в чорному